# Cristiano Bergodi
Cristiano Bergodi (n. 14 octombrie 1964, Bracciano, Lazio, Italia) este un antrenor italian de fotbal. Ca jucător, este cunoscut pentru perioada când a jucat ca fundaș la clubul Lazio Roma. Ca antrenor, a activat la cluburi italiene de Serie B, după care a plecat în România, unde a pregătit mai multe echipe, câștigând o Supercupă a României cu Rapid București și calificând echipa CFR Cluj în premieră în Cupa UEFA. A fost antrenorul Stelei București timp de 13 meciuri, fiind demis după un egal cu Sheriff Tiraspol în Liga Europa, și al echipei Universitatea Craiova cu care s-a luptat la titlu. După venirea la Sepsi Sfântu Gheorghe, a câștigat Cupa României cu aceasta în sezoanele 2021-22 și 2022-23, precum și Supercupa României în anul 2022.

## Cariera de antrenor
După retragere, Bergodi a început cariera de antrenor. După câteva cluburi italiene din ligile inferioare, el s-a mutat în fotbalul românesc, inițial antrenând echipa FC Național București. Primul meci ca antrenor în Liga I l-a avut la data de 19 noiembrie 2005 cu Pandurii, încheiat cu scorul de 1-1. După această experiență el semnează cu CFR Cluj pe durata sezonului 2006-2007, câștigând cu echipa un loc de Cupa UEFA. De asemenea a antrenat echipa Rapid București, cu care câștigă Supercupa României pe data de 27 iulie 2007.
Pe data de 6 octombrie 2007, la scurt timp după ce Rapidul a fost eliminată din Cupa UEFA în primul tur preliminar, Bergodi demisionează. 
În ianuarie 2009, el a semnat un contract pe o jumătate de an cu posibilitatea de prelungire pe încă 2 cu clubul de Liga I FC Politehnica Iași, salvând echipa de la retrogradare.
În iunie 2009, el este anunțat ca noul manager al Stelei. El îl înlocuiește pe Marius Lăcătuș..
Pe 18 septembrie el a fost demis de către Gigi Becali după ce la pauza meciului dintre Steaua București - Sheriff Tiraspol, încheiat cu scorul de 0-0, Bergodi nu i-a permis lui Becali să intre în vestiar. Acest episod a fost extrem de mediatizat, iar fanii, dar și o parte a mass media i-au cerut cu insistență lui Becali să-și dea demisia. 
În iulie 2010 a fost prezentat, ca fiind noul antrenor al clubului italian de Serie B Modena. La 14 noiembrie 2011 a fost demis. Pe 26 februarie 2012 a revenit la conducerea aceleiași echipe.
La 20 noiembrie 2012 a revenit la Pescara, echipă pentru care jucase timp de opt sezoane. Acum, ca antrenor, a preluat echipa din Serie A după demisia lui Giovanni Stroppa.
S-a întors la Rapid București în aprilie 2015, cu obiectivul de a evita retrogradarea, dar nu a reușit. Între septembrie și decembrie 2015, a antrenat pe ASA Târgu Mureș.
S-a întors la Modena în Serie B, unde a antrenat între martie și iunie 2016, nereușind salvarea echipei de la retrogradare.
Pe 8 noiembrie 2018, a revenit în România și a preluat pe FC Voluntari. A fost demis în ianuarie 2020. La 8 mai 2020, a semnat un contract pentru un sezon cu Universitatea Craiova.
În octombrie 2021, Bergodi a devenit antrenorul echipei Sepsi Sfântu Gheorghe cu care a reușit să câștige Cupa României în sezonul 2021-2022, primul trofeu major al clubului de la înființarea sa. De asemenea, a câștigat și Supercupa României în același sezon. Sub comanda lui Bergodi, Sepsi câștigă pentru al doilea sezon consecutiv Cupa României în stagiunea 2022-2023.

## Palmares

### Jucător
Pescara
- Serie B: 1986–87

Sliema Wanderers
- Cupa Maltei: 1999–2000

### Antrenor
Național București
- Cupa României
  - Finalist: 2005–06

Rapid București
- Supercupa României: 2007

Sepsi OSK
- Cupa României(2): 2021-2022, 2022–23
- Supercupa României(1): 2022,

Individual
- Premiile Lunare de Fotbal Gazeta Sporturilor: mai 2022,[14] iulie 2022[15]